# Ileanta fulvipes
Ileanta fulvipes är en stekelart som beskrevs av Cameron 1903. Ileanta fulvipes ingår i släktet Ileanta och familjen brokparasitsteklar. Inga underarter finns listade i Catalogue of Life.